# Lestodiplosis guttata
Lestodiplosis guttata är en tvåvingeart som först beskrevs av Friedrich Hermann Loew 1850.  Lestodiplosis guttata ingår i släktet Lestodiplosis och familjen gallmyggor.
Artens utbredningsområde är Polen. Inga underarter finns listade i Catalogue of Life.